# 染色质
染色質（英語：Chromatin，或稱核染質）是在細胞中發現的大分子複合物，由DNA，蛋白質和RNA組成。它也是構成染色體的結構。染色質的主要功能是：
- 將DNA包裝成更緊湊，更緻密的形狀
- 增強DNA大分子以允許有絲分裂
- 防止DNA損傷
- 控制基因表達和DNA複製

染色質的主要蛋白質組件是緻密DNA的組織蛋白。染色質僅在真核細胞（具有確定的細胞核的細胞）中發現。原核細胞具有不同的DNA組織（原核染色體等同物稱為擬核，並且位於類核區內）。真核細胞的染色質位在細胞核內；原核生物的則位於類核（nucleoid）當中。
儘管經過深入調查，但目前對染色質的結構了解甚少。其結構取決於幾個因素。整體結構取決於細胞週期的階段。在間期，染色質在結構上是鬆散的，以允許獲得轉錄和復制DNA的RNA和DNA聚合酶。間期染色質的局部結構取決於DNA上存在的基因。